# El campo de rosas
El Campo de Rosas es una próxima novela de fantasía escrita por Philip Pullman, la cual, será publicada el 23 de octubre de 2025. Es el tercer volumen de la trilogía El Libro de la Oscuridad, así como el libro final de la historia de Lyra Lenguadeplata.
El Campo de Rosas continúa directamente los eventos de La Comunidad Secreta, con Lyra buscando a su daimonion Pan, y Malcolm, yendo tras ella. Este volumen de la trilogía transcurre 20 años después de los eventos de La Bella Salvaje y 7 años de El Catalejo Lacado.